# Adolfo Masyebra
Adolfo Masyebra (Madrid, 5 de febrero de 1991) es un mentalista, ilusionista, hipnotizador y músico. Ganador en 2015 del Guinness World Record Hipnosis y del primer Premio Internacional de Magia de Cerca.

## Biografía
Nació en Madrid y con 12 años comenzó a interesarse por el Ilusionismo al observar a un compañero de clase realizando juegos de magia y cardistry. quien más tarde le regalaría el que fue su primer libro de magia, con el que se inició en este mundo
La fuerte marca del fallecimiento de su padre le impulsó investigar sobre ocultismo, esoterismo, así como temas místicos, acercándole al mundo del mentalismo.
De los 15 a los 18 años estudió en un internado, por normas de este tuvo que alejarse de las cartas y fue aquí donde empieza la afición musical. En esta etapa la música tomó el protagonismo en su vida, la escritura de poesía y la composición de sus propias canciones.
Posteriormente, al salir, pudo retomar el mundo de la magia y combinarlo con la música hasta la actualidad.

## Trayectoria como mago
Tras 7 años aprendiendo de manera autodidacta, sus estudios en el mundo de la magia comienzan a los 19 años en la escuela de Armando de Miguel, comenzando así de cero. Finalizó todos los cursos en un periodo de 3 años mientras forjaba su carrera profesional.
El mundo de la hipnosis comenzó a interesarle a raíz de asistir a un taller presencial sobre la misma, de ahí en adelante comenzó a formarse mediante libros y a talleres sobre hipnosis y psicología hasta recibir clases de la mano de Jeff Toussaint.
En 2014 Adolfo creó su propia marca de material mágico llamada Arbey Productions con diferentes artículos artesanales de ilusionismo y 2 DVD instructivos de los mismos, los cuales recibieron valoraciones altamente positivas de artistas mágicos como Juan Tamariz, Miguel Ángel Gea y The Jack entre otros.
En la actualidad se dedica a dar shows privados a empresas como Real Madrid Club de Fútbol, Mitsubishi Motors y Dewars entre otros. . asesorar a otros mentalistas a nivel nacional y a realizar conferencias de hipnosis, psicología y mentalismo donde hace especial énfasis en hacer un trabajo de manera ética.

### Premios
En 2015 se presentó al Festival Internacional de Magia en Portugal, ganando el primer premio en magia de cerca y tiempo más tarde se presentó al campeonato del mundo de Magia en Rímini, donde batió el récord guinness de hipnosis

## Trayectoria musical
Aprendió a tocar la guitarra a los 10 años, pero no le gustaba el sonido del instrumento, así que usaba pañuelos en los trastes para que las cuerdas no sonaran.
A los 19 años empezó a dar conciertos en bares y a tocar en la calle por hobby.
Más tarde, en 2014 inició una campaña de micromecenazgo para producir su primer disco de blues rock como cantautor llamado "Masyebra" en honor a su padre y su apellido. El álbum fue grabado en "Hit Boutique Studios" por David Kano y este consta de 11 canciones y tiene colaboraciones con Luca Frasca (The Rolling Stones, Earl Palmer), David Carrasco (Fito & Fitipaldis, Camilo Sesto) o Javier Geras (Krakovia).

### Álbumes de estudio
| Número | Nombre                              |
| ------ | ----------------------------------- |
| 1      | Macaulay Culkin                     |
| 2      | Wanted (Se busca)                   |
| 3      | ¿Te vienes?                         |
| 4      | No hay nada peor                    |
| 5      | A mi padre                          |
| 6      | La mujer de mis sueños              |
| 7      | ¿Qué más pedimos?                   |
| 8      | Me voy a dar, de nuevo, a la bebida |
| 9      | A'dam                               |
| 10     | No es verdad                        |
| 11     | Fantasma (Bonus track)              |

## Características de su estilo
Adolfo se muestra cercano a su público, tiende la mano e interactúa con este, creando un vínculo de confianza y seguridad. Quiere alejar esa imagen oscura que a veces se tiene del mentalista, la cual infunde temor en el público, simplemente por el miedo que llega a tener de lo desconocido
Él mismo define su estilo como "Mentalimpro", una mezcla entre mentalismo, hipnosis e improvisación, dando protagonismo al público y dejando que estos le dirijan.
En sus actuaciones podemos ver diversos tipos de catos de telepatía, lectura psicológica o hipnosis, entre ellos suele llevar a cabo actos peligrosos como una Ruleta rusa. o el escape de una Camisa de fuerza.Si algo define su estilo es la ética y honestidad, ha declarado estar en contra del uso de "compinches" y de la gente que se vende a sí misma como si tuviera poderes, afirmando no tener ningún tipo de poder mental sobrenatural.

## Apariciones televisivas
BarcelonautesTV Online//Adolfo Masyebra Mentalismo (2019)
ETV3 El mentalimpro d'Adolfo Masyebra (2019)
Cuatro: Adivina que hago esta noche (2019)
Mtmad: MorninGlory (2019)
TV7 Región de Murcia: Informativos (2019)